# Axioma del conjunt buit
En teoria de conjunts, l'axioma del conjunt buit és un axioma que postula l'existència d'un conjunt buit, és a dir, un conjunt sense elements.

## Enunciat
L'axioma del conjunt buit es defineix com:
Mitjançant l'axioma d'extensionalitat es pot demostrar que només existeix un conjunt sense elements (ja que un conjunt es defineix únicament pels elements), per la qual cosa es pot parlar amb propietat de el conjunt buit.

## Consistència relativa
L'axioma del conjunt buit (CB) és l'únic axioma de la teoria de conjunts de Zermelo-Fraenkel (ZF) i de la teoria de conjunts de Von Neumann-Barnays-Gödel (NBG) que postula directament l'existència d'un conjunt, juntament amb l'axioma de l'infinit. Precisament aquest última fa innecessari CB, ja que postula també l'existència de ∅. En general, en presència d'un axioma que postuli l'existència d'un segon conjunt (com passa en lògica, on l'existència d'almenys un objecte de vegades està garantit) CB es torna redundant mitjançant l'axioma de separació: n'hi ha prou a construir un subconjunt els elements del qual compleixin una propietat contradictòria.